# Carl Ludwig Funck (Politiker, 1825)
Carl Ludwig Funck (* 2. Oktober 1825 in Frankfurt am Main; † 20. August 1884 ebenda) war ein Kaufmann und Politiker der Freien Stadt Frankfurt.

## Leben
Funck lebte als Kaufmann in Frankfurt am Main und war Teilhaber der Firma Carl Ludwig Funck, Sohleder einem Großhandel. Von 1871 bis 1880 war er Mitglied der Frankfurter Handelskammer.
1858 und 1864 gehörte er dem Gesetzgebenden Körper der Freien Stadt Frankfurt an. Er war von 1865 bis 1866 auch Mitglied der Ständigen Bürgerrepräsentation der Freien Stadt Frankfurt und Mitglied des Stadtrechnungsrevisionskollegs. Nach der Annexion der Freien Stadt Frankfurt durch Preußen wurde er zunächst Stadtverordneter und 1868 Mitglied des Magistrats. Daneben war er Mitglied im Verwaltungsrat des Frankfurter Zoos.